# Institut Nacional d'Ensenyament Mitjà Rei Malabo
L'Institut Nacional d'Ensenyament Mitjà Rei Malabo (INEM-RM) és una institució d'ensenyament ecuato-guineana, amb seu a Malabo, la capital del país.
Oferta a Educació Secundària Bàsica (ESBA) i Batxillerat.
És la més antiga institució pública d'ensenyament i una de les més conceptuades de Guinea Equatorial.

## Història
L'INEM-RM descendeix de la primera institució ensenyament de l'Illa de Fernando Poo, encapçalada per alguns missioners cristians que arribaven per primera vegada al golf de Guinea.

### Fundació
L'alliberament de la llibertat de culte religiós a Guinea (després d'alguns anys de prohibició, car va ser permès solament el catolicisme), va permetre que alguns missioners metodistes crearen, el 16 d'octubre de 1870, l'Escola de Santa Isabel (en al·lusió a l'antic nom de la ciutat de Malabo). Però, l'11 de març de 1884, l'Escola de Santa Isabel passa al control de l'Ordre Catòlica dels Claretians, per mitjà d'un decret real.
El 1914 l'Escola de Santa Isabel passa a oferir l'ensenyament secundari, i va ser patrocinada per l'Estat espanyol, en un moment en què els Claretians ja dominaven totalment el sistema d'ensenyament de Guinea, escampant escoles per tota la colònia.
El 1942 l'administració espanyola transforma l'Escola de Santa Isabel en l'Institut Nacional d'Ensenyament Mitjà Cardenal Cisneros, donant-li la mateixa atribució d'un col·legi, i va ser certificat per l'Institut Cardenal Cisneros de Madrid.

### Post-independència
El 1971, després de grans protestes estudiantils i docents contra el genocidi perpetrat contra alguns pobles tradicionals de Guinea, per membres del govern del llavors president Francisco Macías Nguema, la institució va ser tancada, i va ser reoberta el 1979.
El 1983, després de les reformes educatives proposades per la UNESCO, el president Teodoro Obiang canvia la denominació de l'establiment per a l'Institut Nacional d'Ensenyament Mitjà Rei Malabo, en homenatge a Malabo Lopelo Melaka, últim rei del Regne Bubi, a l'illa de Bioko, opositor de la colonització espanyola.
El 1992, després de diverses protestes per més democràcia encapçalades per professors de l'INEM-RM, el govern Obiang va condemnar a presó a diversos alumnes i docents de la institució, perpetrant tortura i càstig físic contra els mateixos.
L'any 2014, el magatzem central de l'INEM-RM, on s'emmagatzemaven els llibres, materials didàctics i altres ítems d'ús corrent, es va incendiar, destruint bona part de l'estructura de la institució.

## Persones notables
- Amancio-Gabriel Nse Angüe (exprofesor) - únic diputat opositor triat per al parlament de Guinea;
- Celestino Bonifacio Bacalé (exprofesor) - líder de l'oposició;
- Trinidad Morgades Besari (exprofesora) - escriptora.